# All India Moovendar Munnani Kazhagam
All India Moovendar Munnani Kazhagam är ett tamilskt politiskt parti i Indien, baserat bland thevarkastet. Partiets grundare och ordförande är Dr. N. Sethuraman. Partiet grundades av All India Thevar Peravai (Allindiska Thevarfronten) 1998.
All India Moovendar Munnani Kazhagam är allierade med Dravida Munnetra Kazhagam ("DMK"). I delstatsvalet 2001 ställde en All India Moovendar Munnani Kazhagamkandidat på DMK:s symbol i valkretsen Thirumangalam och fick 39 918 röster (36,2%, dock inget mandat).
All India Moovendar Munnani Kazhagam är motståndare till J. Jayalalithaas All India Anna Dravida Munnetra Kazhagam-regering, bl.a. har de protesterat mot presscensur och missbruk av antiterrorlagar under AIADMK:s styre. Partiet har dock tidigare varit allierat med AIADMK.
Partiet kämpar även för rätten till djuroffer.